# Gare du Nationaltheatret
La gare du Nationaltheatret est une gare ferroviaire norvégienne située en plein cœur du centre-ville d'Oslo, sous la place du 7 juin. Elle doit son nom au fait d'être toute proche du Nationaltheatret.
Située à 1,4 km de la gare centrale d'Oslo, elle se trouve dans le tunnel d'Oslo. C'est une des rares gares ferroviaires souterraines de Norvège avec celle de Holmestrand, et la plus ancienne. La gare ferroviaire est située sous la gare éponyme du métro d'Oslo.
C'est la seconde gare de Norvège quant au trafic.

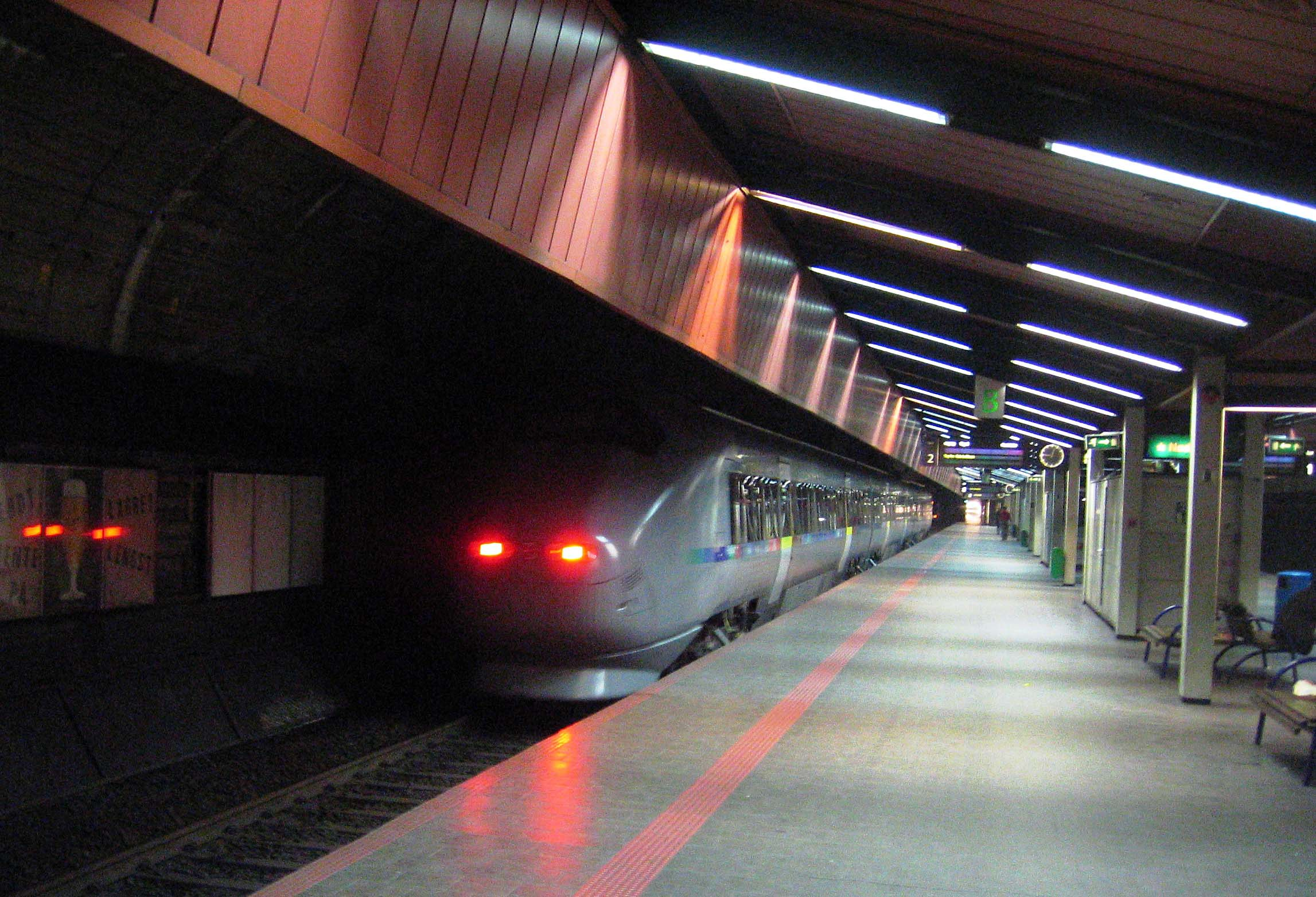
Le Flytoget au Nationaltheatret